# أماندا ريباس
أماندا ليمبوركو ألكانتارا ريباس (بالبرتغالية: Amanda Limborco Alcântara Ribas؛ مواليد 26 أغسطس 1993) هي مُقاتلة فنون قتالية مختلطة برازيلية.

## سجل فنون القتال المختلطة
| السجل المهني |        |         |
| 18 نزال      | 13 فوز | 5 خسارة |
| ضربة قاضية   | 4      | 3       |
| إخضاع        | 4      | 0       |
| قرار القضاة  | 5      | 2       |

## وصلات خارجية
- أماندا ريباس على موقع JudoInside.com (الإنجليزية)
- أماندا ريباس على موقع يو إف سي (الإنجليزية)
- أماندا ريباس على موقع شيردوغ (الإنجليزية)
- أماندا ريباس على موقع Tapology.com (الإنجليزية)